# اوت راکلیف
اوت راکلیف (به انگلیسی: Out Rawcliffe) یک روستا و محله مدنی در بریتانیا است که در Wyre واقع شده‌است. اوت راکلیف ۶۲۶ نفر جمعیت دارد.